# František Stránský (sochař)

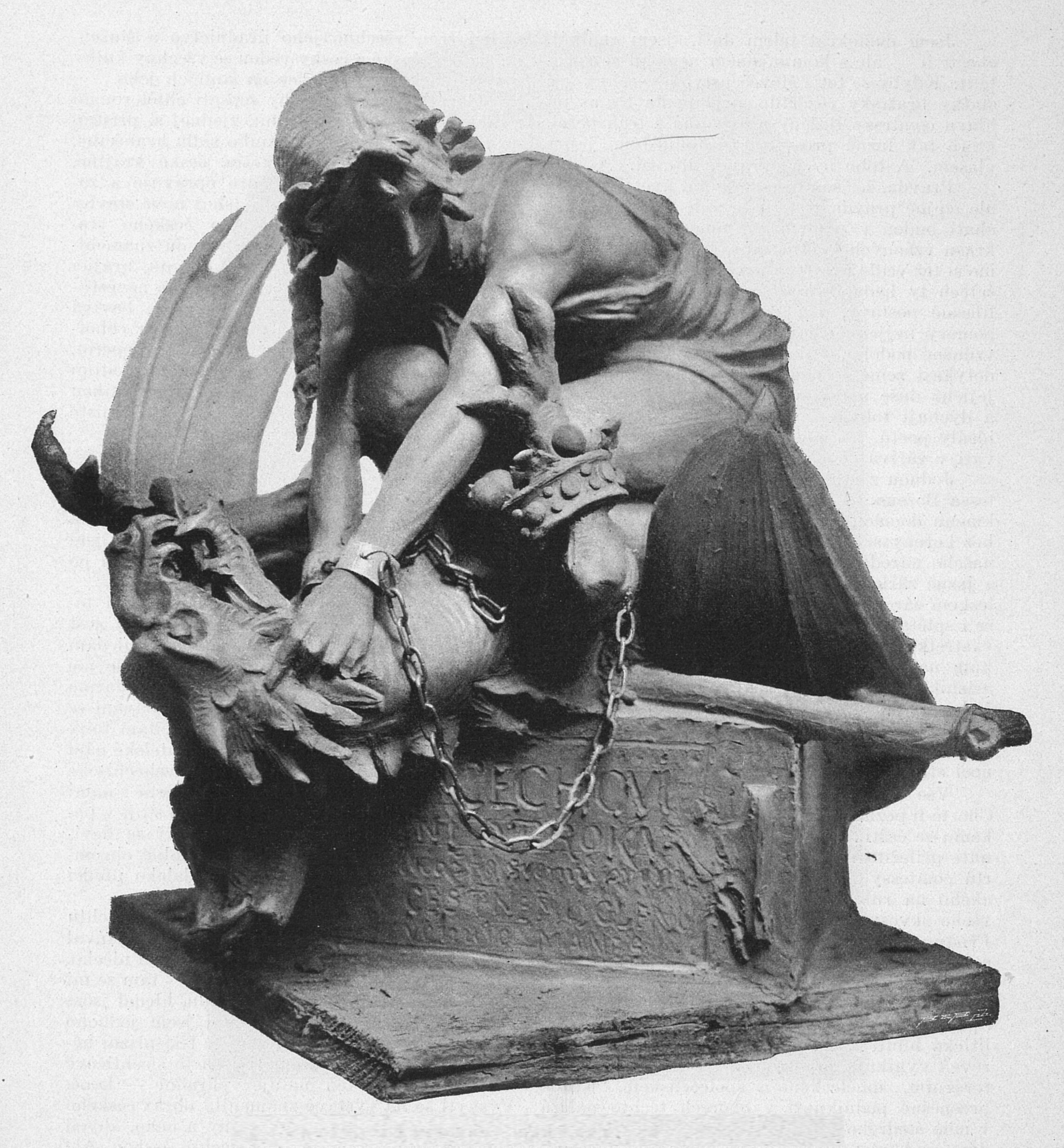
Plastický diplom spolku Mánes, věnovaný Svatopluku Čechovi, nazvaný Otrok. Modeloval František Stránský

František Stránský (20. září 1869 Zadní Ždírnice – 22. prosince 1901 Královské Vinohrady) byl český akademický sochař.

## Život
František Stránský se narodil v obci Zadní Ždírnici na Trutnovsku do rodiny hostinského Ignáce Stránského a jeho ženy Marie, rozená Poláčkové. Záhy opustil své rodiště a zamířil do Prahy, kde studoval na Uměleckoprůmyslové škole u prof. Josefa Václava Myslbeka.
Před rokem 1891 vytvořil první významnější dílo Tanec.
V letech 1897–1900 byl členem Spolku výtvarných umělců Mánes.
V prvním červnovém dni roku 1896 se oženil s Olgou Absolonovou a později měli spolu syna Antonína a dceru Drahomíru (1899–1964), která byla etnoložkou a působila v Národopisném oddělení Národního muzea, v Náprstkově muzeu a vyučovala na Filozofické fakultě Univerzity Karlovy.
Sochař František Stránský strávil většinu svého aktivního života na Královských Vinohradech, kde měl v Blanické ulici 8, čp. 750 svůj atelier a kde pracoval až do své předčasné smrti. Podle nekrologu zemřel náhle po třítýdenní nemoci, ve věku 32 let.

## Dílo (výběr)
- Tanec, před (1891), první významné dílo
- Alegorické sochy na fasádě Městské spořitelny v Praze 1, Rytířské ulici
- Sochy na budově Muzea hl. m. Prahy v Praze 8
- Sochy na budově Městského muzea v Plzni
- Sochy na budově pojišťovny Assicurazioni Generali v Jungmannově ulici v Praze[5]
- Josef Jungmann, (1899–1901), poprsí v nadživotní velikosti, patinovaná sádra, Lapidárium Národního muzea, bronz v Panteonu Národního muzea
- Bohuslav Balbín, (1899–1901), bronzové poprsí v Panteonu Národního muzea
- Viktorin Kornel ze Všehrd, (1899–1901), bronzové poprsí v Panteonu Národního muzea v Praze[6]
- Václav Matěj Kramerius, (1899–1901), bronzové poprsí v Panteonu Národního muzea v Praze
- Jan Evangelista Purkyně, (1899–1901), bronzové poprsí v Panteonu Národního muzea v Praze

## Výstavy

### Kolektivní
- 1895 Umělecká beseda: 7. vánoční výstava, Topičův salon, Praha
- 2016 Neklidná figura: Exprese v českém sochařství 1880-1914 / The Restless Figure: Expression in Czech Sculpture 1880-1914, Městská knihovna Praha, Praha